# إنت مني (ألبوم)
"إنت مني"هو الألبوم الثاني للفنانة يارا من إنتاج شركة ميلودي ميوزيك. وتم إصداره في صيف عام 2008. بعد عامين من أطلاقها دويتو "أخدني معك" مع الفنان فضل شاكر، حقق الألبوم نجاحاً أكبر من ألبومها الأول "توصي في" الذي صدر عام 2005 حيث لا يختلف ألبوم كثيراً عن أغانيها المعتادة؛ حيث الأغاني رومانسية تأخذ المستمع إلى عالم الخيال والفانتازيا، إلا أن كلمات الألبوم تلامس شخصية يارا الأكثر "نضجاً فنياً" خاصة وأن هذا سيكون أول ألبوم تغني فيه باللهجة الخليجية . يحتوي الألبوم على 10 أغاني باللهجات العربية المختلفة؛ المصرية واللبنانية والخليجية. كانت أغنية "إنت مني" هي واحدة من أنجح الأغاني في ذلك العام.
تم تصوير الفيديو كليب تحت إشراف المخرجة اللبنانية ليلى كنعان وتم التصوير بين طرابلس والجميزة في لبنان.

## قائمة الأغاني
| الرقم | اسم الاغنية     | المدة | الشاعر          | الملحن        | الموزع         |
| ----- | --------------- | ----- | --------------- | ------------- | -------------- |
| 1     | جايي            | 04:05 | سمير نخلة       | طارق أبو جودة | جان ماري رياشي |
| 2     | حسك عينك        | 03:18 | أمير طعيمة      | رامي جمال     | طارق مدكور     |
| 3     | أنت مني         | 04:36 | هاني عبد الكريم | أحمد الهرمي   | جان ماري رياشي |
| 4     | قلّي لأ          | 04:15 | ناصر الجيل      | محمود الخيامي | جان ماري رياشي |
| 5     | حاول مرة        | 04:16 | عصام زغيب       | وسام الأمير   | جان ماري رياشي |
| 6     | بجملة اللي راح  | 04:00 | احمد فاضل       | مصطفى صبري    | رالف خوري      |
| 7     | ما يهمك         | 04:35 | سليم عساف       | طارق أبو جودة | جان ماري رياشي |
| 8     | هدّي أعصابك      | 04:27 | منصور الشادي    | ناصر الصالح   | عمر عبد العزيز |
| 9     | بحلم بعينيك     | 04:05 | إلياس ناصر      | طارق أبو جودة | جان ماري رياشي |
| 10    | أنت مني (ريمكس) | 04:36 | هاني عبد الكريم | أحمد الهرمي   | جان ماري رياشي |